# Banque Mendelssohn
La Banque Mendelssohn est une banque privée allemande active de 1795 à 1938.

## Histoire
La banque est fondée en 1795 par Joseph Mendelssohn avec deux employés à Berlin, Spandauer Straße. Son frère Abraham Mendelssohn Bartholdy rejoint l'entreprise ensuite.
En 1815, la banque s'installe son siège Jägerstraße (de) 51 (plus tard aussi 52 et 49-50) ; autour d'elle le quartier devient un quartier de banques.
À partir des années 1850, les Mendelssohn sont les banquiers de la cour de la famille impériale russe et dominent le marché financier de l'Europe centrale pour les emprunts d'État russes jusqu'au début de la Première Guerre mondiale. En Allemagne, Mendelssohn devient l'une des plus importantes banques privées.
La banque résiste à l'hyperinflation de la république de Weimar et à la Grande Dépression.
Dans le cadre de l'aryanisation, les employés « aryens » et les actifs et passifs de la Banque Mendelssohn sont repris par la Deutsche Bank sans contrepartie. Hermann Josef Abs, Heinrich Ulrich et Alfred Kurzmeyer, qui avaient quitté Mendelssohn pour la Deutsche Bank quelques mois auparavant, jouent un rôle de premier plan dans l'aryanisation. Le 5 décembre 1938, Paul Kempner (de), Fritz Mannheimer (de) et Rudolf Löb (de) se retirent de la banque Mendelssohn à cause de leur origine juive et transfèrent leurs actions aux autres actionnaires, Marie von Mendelssohn les donne à ses descendants « aryens ». Le 31 décembre 1938, la banque Mendelssohn est mise en liquidation.

## Actionnaires
Parmi les actionnaires de la banque Mendelssohn, il y a :
- Joseph Mendelssohn,
- Moses Friedländer,
- Abraham Mendelssohn Bartholdy,
- Joseph Maximilian Fränckel,
- Alexander Mendelssohn (de),
- Paul Mendelssohn-Bartholdy (de),
- Adolph Mendelssohn,
- Franz von Mendelssohn l'Ancien (de),
- Ernst von Mendelssohn-Bartholdy,
- Robert von Mendelssohn l'Ancien (de),
- Franz von Mendelssohn,
- Paul von Mendelssohn-Bartholdy (de),
- Arthur Fischel,
- Rudolf Löb (de),
- Fritz Mannheimer (de),
- Paul Kempner (de),
- Hugo Rosenberger
- Robert von Mendelssohn fils

## Source, notes et références
- (de) Cet article est partiellement ou en totalité issu de l’article de Wikipédia en allemand intitulé « Bankhaus Mendelssohn & Co. » (voir la liste des auteurs).